# Frits Holst
Charles Frederik "Frits" Holst (født 14. december 1834 i København, død 31. maj 1909 sammesteds) var en dansk officer, dramatiker og forfatter, søn af kgl. skuespiller Wilhelm Holst.
Efter at have gennemgået Landkadetakademiet udnævntes han 1853 til sekondløjtnant i infanteriet; under krigen 1864 deltog han i forsvaret af Dybbøl-stillingen, fik Ridderkorset og avancerede til premierløjtnant. 1867 sendtes han til Algeriet, gjorde i et år tjeneste ved et zuavregiment og deltog med dette i forskellige ekspeditioner. 1874 udnævntes han til kaptajn, 1886 til oberstløjtnant og afskedigedes 1895 med obersts rang. 1891 blev han Dannebrogsmand og 1904 Kommandør af 2. grad af Dannebrog. 1861 havde han ægtet skuespillerinden L.S.J. Carpentier.
Som forfatter debuterede Holst 1863 med farcen Olympen i vor Tid, men hans næste arbejde, Revuen, kom først frem 1869. Nu fulgte slag i slag En sand Demokrat (1870), Hverdagsfolk (1871), I Overgangstiden (1876), Den lykkeligste Dag (1879), Paa Pension (1883) og endelig 1897 Hr. Skaarup og hans Venner. Med undtagelse af sidstnævnte stykke og I Overgangstiden, der er opført hhv. på Dagmarteatret og på Det Kongelige Teater, er alle hans arbejder gået over Folketeatrets scene, til hvilken hans talentfulde hustru var knyttet.
Holst var en ægte dansk lystspilforfatter; skarp, men harmløs satire, godt humør, behændig komposition og let, naturlig replikbehandling udmærker alle hans arbejder, og de har – med rette gjort en overordentlig lykke. 1888 skrev Holst sammen med Axel Larsen det populær-historiske værk: Felttogene i vore første Frihedsaar.
Han er begravet på Garnisons Kirkegård.
Af portrætter af Holst findes der to xylografier i samme type fra 1871, xylografi fra 1874, en buste af Christian Grossmann fra 1877 og en tegning af Frants Henningsen (Frederiksborgmuseet). Desuden fotografier.